# مارتن يوركميك
مارتن يوركميك هو لاعب كرة قدم سلوفاكي في مركز الدفاع، ولد في 14 نوفمبر 1989 في براتيسلافا في سلوفاكيا. لعب مع نادي روجومبيروك.

## وصلات خارجية
- مارتن يوركميك على موقع قاعدة بيانات كرة القدم.إي يو (الإنجليزية)
- مارتن يوركميك على موقع Soccerway.com (الإنجليزية)